# Necrocunt
Necrocunt es una banda de black metal procedente de Karlshamn, Suecia, formada en 2002. Las letras de las canciones suelen tratar sobre gore y temática anticristiana.

## Discografía
Demos
- Rape The Virgin Cunt - 2003
- Evil Obsession - 2004
- Black Lust - 2004

## Miembros
- Mathias Necrozygote Frank - Bajo y cantante. (exmiembro de Nidrike y Valcry)
- Tommy Masturbeater Petersson - Guitarras.
- Oskar Virginbasher Rolfsson - Batería.

### Antiguos miembros
- Jens Carlsson - Cantante

- Datos: Q6039252